# Орлинка
Орлинка (рус. Орлинка) река је на северозападу европског дела Руске Федерације. Протиче преко јужнних делова Гатчињског рејона, на западу Лењинградске области. Десна је притока реке Оредеж и део басена реке Луге, односно Финског залива Балтичког мора. У Оредеж се улива на његовом 144. километру узводно од ушћа те реке у Лугу.
Свој ток започиње као отока ледничког Орлинског језера, из којег отиче нешто јужније од варошице Дружнаја Горка. Дужина водотока је свега 12 km, док је површина сливног подручја 209 km².